# 浮田和民
浮田 和民（うきた かずたみ、安政6年12月28日（新暦1860年1月20日） - 昭和21年（1946年）10月28日）は、日本の思想家・政治学者。法学博士、早稲田大学高等師範部長。同志社英学校最初の卒業生。熊本バンドの一人。
軍人の石光真清、石光真臣兄弟は従兄弟にあたる。和民の母は栃原知定の姉、先妻・末、後妻・五女は共に下村孝太郎の妹である。長女・操は原安三郎の妻、次女・恵美子の子は若林貴世志、三女・東子の子は浮田克躬。外交官の浮田郷次は甥。

## 経歴
熊本藩の下級武士の三男として生まれる。幼名は栗田亀雄。11歳の時に浮田姓を名乗る。生家は宇喜多秀家の末裔であると言い伝えられている。
熊本洋学校でL.L.ジェーンズの薫陶を受け、キリスト教に入信する。熊本洋学校が閉校になると、開校間もない同志社英学校に転じ、D.W.ラーネッドからの影響を受けた。なお、浮田は同志社の初期卒業生の中で新島襄との関わりが最も薄かったとされる。
卒業後しばらくは牧師を務めたが短期間で辞め、日本最初のキリスト教雑誌『七一雑報』『六合雑誌』の編集に携わる。その後、約11年間母校の教員を務め（その間イェール大学に2年間留学）、同志社政法学校では政治学、国家学、憲法講義などを担当する。明治30年（1897年）、アメリカン・ボードと同志社の分離独立問題をめぐる学内紛争により同志社を辞職。
東京専門学校（現早稲田大学）に移籍する。早稲田に移籍後は山田一郎、高田早苗、安部磯雄らと共に早稲田政治学の基礎を形成。また総合雑誌『太陽』の編集主幹として活躍。当時の若者に大きな影響を与える。「内に立憲主義、外に帝国主義」という「倫理的帝国主義」を標榜しており、のちの民本主義につながる理論を最初に提唱したのは浮田であるとされ、吉野作造の民本主義は彼の理論を受け継いだものだと言われている。大隈重信のブレーンでもあった彼を評して坪内逍遥は浮田を「早稲田の至宝」と呼んだ。墓所は多磨霊園。

## 略歴

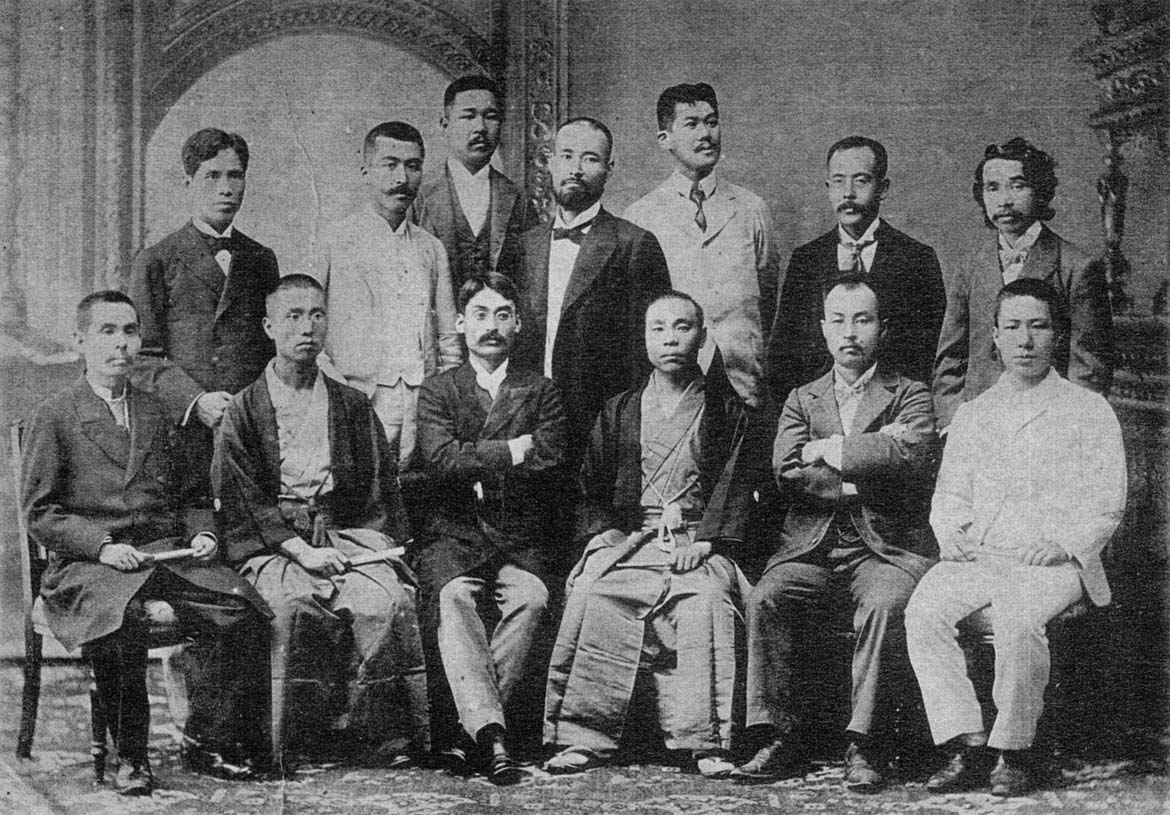
浮田和民（1899年、前列左端）

- 安政6年12月28日（1860年1月20日）、肥後国熊本竹部久本寺東横町に生まれる。
- 明治03年（1870年）、浮田に改姓。
- 明治04年（1871年）、熊本洋学校に入学。L.L.ジェーンズから教えを受ける。
- 明治09年（1876年）、京都の同志社英学校に入学。
- 明治12年（1879年）、同校を卒業。
- 明治16年（1883年）、植村正久、湯浅治郎、小崎弘道らと警醒社の設立を発起[6]。
- 明治19年（1886年）、同志社の教員となる。
- 明治25年（1892年）、アメリカに渡り、イェール大学で学ぶ。かつての恩師ジェーンズと再会を果たす。
- 明治27年（1894年）、ジェーンズの処遇をめぐってアメリカン・ボードと対立し、イェール大学を中退して帰国する。
- 明治30年（1897年）、東京専門学校（早稲田大学の前身）の教員となる。
- 明治31年（1898年）、同校教授となる。
- 明治41年（1908年）、法学博士の学位を受ける。
- 明治42年（1909年）、『太陽』の主幹となる（大正8年まで）。
- 大正09年（1920年）、欧米を視察（翌年まで）。
- 昭和16年（1941年）、早稲田大学を退職。
- 昭和21年（1946年）10月28日、東京都豊島区の自宅にて死去、満87歳[7]。葬儀は小崎道雄（小崎弘道の長男）の司式により霊南坂教会で行われた[8]。

## 著書

### 単著
- 『帝国主義と教育』民友社、1901年8月。 NCID BN06568694。全国書誌番号:40038447。
- 帝国教育会 編『社会学講義』開発社、1901年11月。 NCID BN13098659。全国書誌番号:40031285。
- 『国民教育論』民友社、1903年3月。 NCID BN08709312。全国書誌番号:40038175。
- 『人格と品位』広文堂書店、1908年11月。 NCID BN05338123。全国書誌番号:40002664。
- 『倫理的帝国主義』隆文館、1909年10月。 NCID BN05655046。全国書誌番号:40003824。
- 『社会と人生』北文館、1912年12月。 NCID BN04605756。
- 『新道徳論』南北社、1913年8月。 NCID BN05338225。全国書誌番号:43019434。
  - 『新道徳論』（訂正増補）南北社、1919年5月。 NCID BA43254423。全国書誌番号:43019435。
- 『新道徳論』群書堂書店、1914年5月。 NCID BN05338225。全国書誌番号:43019434。
- 『文明の世』博文館、1915年2月。 NCID BA32450408。全国書誌番号:43022906。
- 『社会と人生』北文館、1915年2月。 NCID BA3144572X。全国書誌番号:43023207。
- 『世界の一回転』冨山房〈時事叢書 第21編〉、1915年2月。 NCID BA84553480。全国書誌番号:43021510。
- 『理想と現実』日月社〈警世叢書 第2編〉、1915年3月。 NCID BA36152004。全国書誌番号:43021531。
- 『生活戦術』実業之日本社、1919年2月。 NCID BN05334450。全国書誌番号:43027187。
- 『世界改造の目的と方法』大日本文明協会、1920年2月。 NCID BN13988543。全国書誌番号:43029770。
- 『勝利への路』実業之日本社、1924年7月。 NCID BA40090319。
- 『「思想善導」の唯一手段は何か？』文明協会、1931年4月。 NCID BN08705526。全国書誌番号:46092268。
- 『満洲国独立と国際聯盟』早稲田大学出版部、1932年10月。 NCID BN1374498X。全国書誌番号:47021361。
- 『満洲問題と日米親善論』北文館、1934年6月。 NCID BA35965980。全国書誌番号:47021557。
- 『世界大戦全局観』原安三郎、1962年9月。 NCID BN06434971。
- 池田美代二 編『政治学 法学博士浮田和民遺稿』原安三郎、1978年10月。 NCID BA3086505X。
- 池田美代二 編『浮田和民論集』原安三郎、1978年10月。 NCID BN09402938。全国書誌番号:79006172。

### 共著
- 池田晃洲、浮田和民 著、種村宗八 編『歴史講話』早稲田大学出版部〈早稲田通俗講話 第5編〉、1906年12月。 NCID BN15314609。全国書誌番号:40011780。
- 福永文之助 編『宗教及道徳の進化』警醒社〈回顧二十年〉、1909年、221-237頁。
- 浮田和民、渡辺金三『日米非戦論』実業之日本社、1925年6月。 NCID BA41515060。全国書誌番号:43048646。

### 翻訳
- ウヰリアム・ゲスト『博愛美談 一名・スチウン・グレレット実伝』江藤書店、1886年5月。 NCID BN12024737。全国書誌番号:40050275。
  - ウヰリアム・ゲスト『博愛美談 一名・スチウン・グレレット実伝』（再版）警醒社、1891年7月。 NCID BA38888117。
- ラルネット『経済学之原理』江藤書店、1891年9月。 NCID BN05685772。全国書誌番号:40031855。
- ジョージ・トランブル・ラッド『宗教哲学』浅野源二郎筆記、福音社、1892年8月。 NCID BN0913603X。全国書誌番号:40042582。
  - ジョージ・トランブル・ラッド『宗教哲学』浅野源二郎筆記（再版）、警醒社書店、1899年3月。 NCID BA36845237。
- フランク・ジョンソン・グッドノー『比較行政法』東京専門学校出版部〈早稲田叢書〉、1900年6月。 NCID BN12495959。全国書誌番号:40023892。
  - フランク・ジョンソン・グッドノー『比較行政法』（復刻版）信山社出版〈日本立法資料全集別巻 388〉、2006年3月。ISBN 9784797249552。 NCID BA76352767。全国書誌番号:21101598。
- ジョージ・トランブル・ラッド 著、帝国教育会 編『教育学ニ応用シタル心理学』中島力造校閲、文学社、1900年7月。 NCID BN12795883。全国書誌番号:40038647。
- ジョージ・トランブル・ラッド 著、帝国教育会 編『ラッド氏教育学』中島力造校閲、三省堂書店、1907年7月。 NCID BN11038838。全国書誌番号:40037915。
- ハインリヒ・フォン・トライチュケ『軍国主義政治学』 上巻、早稲田大学出版部〈新早稲田叢書 3〉、1918年7月。 NCID BN14075262。全国書誌番号:43027718。
- ハインリヒ・フォン・トライチュケ『軍国主義政治学』 下巻、早稲田大学出版部〈新早稲田叢書 4〉、1920年3月。 NCID BN14075262。全国書誌番号:43027718。
- ジョージ・ダグラス・ハワード・コール『産業自治論』大日本文明協会事務所、1925年9月。 NCID BN15794537。全国書誌番号:53016780。
- チヤールス・サロリー『露西亜大観』文明協会、1927年12月。 NCID BN05536772。全国書誌番号:47033514。
- セシル・デリスル・バーンズ『労働の哲学』文明協会、1929年1月。 NCID BA36191527。全国書誌番号:47033523。
- ググリエルモ・フェレロ『世界の統一』文明協会、1931年8月。 NCID BA34591998。全国書誌番号:47031532。

### 訳著
- 『ボルシェウィズムとアメリカニズム 外現世の五大問題』文明協会、1930年3月。 NCID BN15740516。全国書誌番号:48003534。

### 共訳
- サミュエル・ジャクソン・ホルムズ 著、浮田和民・佐藤惣三郎 訳『人類の運命』文明協会事務所、1926年2月。 NCID BA32403725。全国書誌番号:43030508。
- アルフレッド・マチン 著、浮田和民・定金右源二 訳『自然淘汰に基く人類文化の展開』文明書院、1929年4月。 NCID BN05210108。全国書誌番号:47030737。

## 著作目録
- 早稲田大学校史資料室 編『浮田和民博士年譜と著作目録』早稲田大学総長秘書室、1966年11月。

## 記念論集
- 早稲田大学史学会 編『史学論文集 浮田和民博士記念』六甲書房、1943年9月。 NCID BN11453443。全国書誌番号:54007610。